# Murchison Cirque
Il Murchison Cirque è un circo glaciale riempito da un ghiacciaio situato tra il Kuno Cirque e l'Arkell Cirque, nella parte meridionale dei Monti Read, che fanno parte della Catena di Shackleton, nella Terra di Coats in Antartide. 
Nel 1967 fu effettuata una ricognizione aerofotografica da parte degli aerei della U.S. Navy. Un'ispezione al suolo fu condotta dalla British Antarctic Survey (BAS) nel periodo 1968-71.
Ricevette l'attuale denominazione nel 1971 dal Comitato britannico per i toponimi antartici (UK-APC), in onore del geologo britannico Roderick Impey Murchison (1792–1871), presidente della Royal Geographical Society, nel 1843–44, 1851–52 e 1855–58; Direttore Generale della British Geological Survey della Gran Bretagna nel periodo 1855-71.